# Ateleia
Ateleia es un género de plantas con flores  perteneciente a la familia Fabaceae. Comprende 38 especies descritas y de estas, solo 21 aceptadas.

## Taxonomía
El género fue descrito por (DC.) Benth. y publicado en Commentationes de Leguminosarum Generibus 27, 37. 1837. La especie tipo es: Ateleia pterocarpa D. Dietr.

## Especies aceptadas
A continuación se brinda un listado de las especies del género Ateleia aceptadas hasta julio de 2014, ordenadas alfabéticamente. Para cada una se indica el nombre binomial seguido del autor, abreviado según las convenciones y usos.
- Ateleia albolutescens Mohlenbr.
- Ateleia apetala Griseb.
- Ateleia arsenii Standl.
- Ateleia chiangii
- Ateleia chicoasensis
- Ateleia glabrata J. Linares
- Ateleia glazioveana Baill.
- Ateleia gummifera (Bertero ex DC.) D. Dietr.
- Ateleia guaraya Herzog
- Ateleia herbert-smithii Pittier
- Ateleia hexandra
- Ateleia insularis Standl.
- Ateleia mcvaughii Rudd
- Ateleia microcarpa (Pers.) D. Dietr.
- Ateleia ovata Mohlenbr.
- Ateleia popenoei Correll
- Ateleia pterocarpa D. Dietr.
- Ateleia salicifolia Mohlenbr.
- Ateleia sousae
- Ateleia standleyana Mohlenbr.
- Ateleia tenorioi
- Ateleia tomentosa Rudd
- Ateleia truncata Mohlenbr.
- Ateleia venezuelensis Mohlenbr.